# Planering
Planering är en process, som innebär att nå ett framtida mål genom ett systematiskt och målinriktat handlande från givna utgångspunkter.

## Typer av planering
- Fysisk planering
- Strategisk planering
- Operativ planering
- Antecipatorisk planering